# Ruellia fulgens
Ruellia fulgens är en akantusväxtart som först beskrevs av Cornelis Eliza Bertus Bremekamp, och fick sitt nu gällande namn av E.A.Tripp. Ruellia fulgens ingår i släktet Ruellia och familjen akantusväxter. Inga underarter finns listade i Catalogue of Life.